# Wirtschaftsgeschichte der Qing-Dynastie

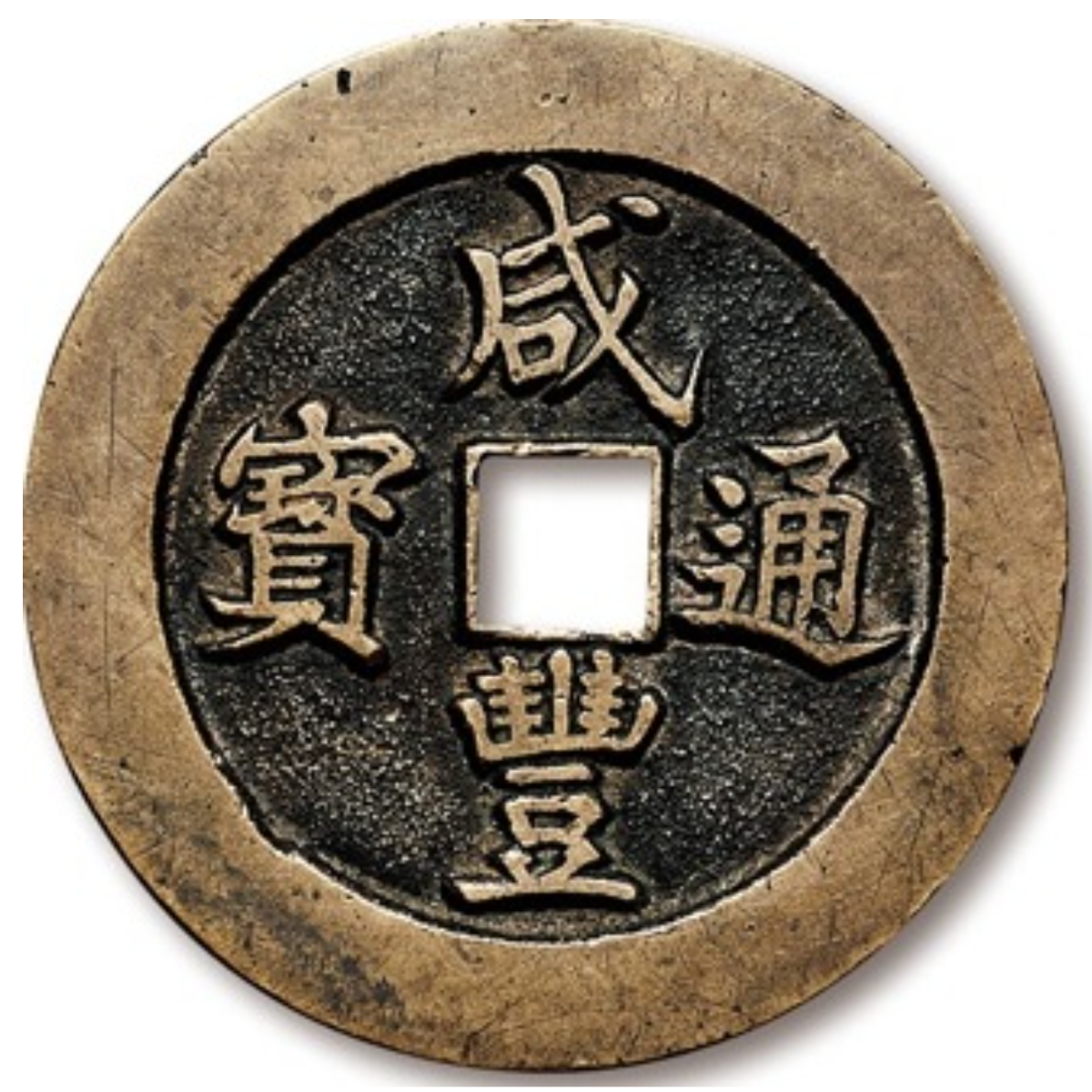
Xián Fēng Tōng Bǎo (咸豐通寶), eine weit verbreitete Kupfermünze aus der Xiánfēng-Ära der Qing-Zeit

Drachenflagge der Qing-Dynastie ab 1889

Die Wirtschaftsgeschichte der Qing-Dynastie (1644–1911) in China ist gekennzeichnet durch einen starken Bevölkerungsanstieg und eine zunehmende wirtschaftliche Rückständigkeit und Abhängigkeit vom Ausland in der zweiten Phase. Während China zu Beginn der Qing-Herrschaft wirtschaftlich autark war, geriet es im 19. Jahrhundert in zunehmende Abhängigkeit von europäischen Kolonialmächten und sank zum Ende der Qing-Dynastie in den Status einer Halbkolonie ab.
Nach einer stabilen Wirtschaftsphase wuchs die Bevölkerung auf das Doppelte an. Im achtzehnten Jahrhundert wurden Reformen im Wirtschaftssystem durchgeführt. Der Außenhandel mit Europa begann und führte zu den sogenannten Opiumkriegen, die das Kaiserreich China verlor. China wurde mit den sogenannten ungleichen Verträgen zum Außenhandel gezwungen. Die Destabilisierung führte zu verheerenden Bürgerkriegen und weiteren Kriege, wie der Boxeraufstand, welche schließlich das Ende der Dynastie besiegelten.

## Allgemeine Lage
Nach Hungersnöten infolge der Unruhen um den Dynastiewechsel von der Ming-Dynastie zur Qing-Dynastie stabilisierte sich die Lage in den 1680er Jahren. Während der frühen Qing-Zeit florierte der Binnenhandel und ausländische Märkte gewannen an Relevanz. Handelshemmnisse, die während der Ming-Zeit eingeführt worden waren, wurden aufgehoben. Während des 18. Jahrhunderts wurden ausländische Nahrungsmittel, wie die Kartoffel, eingeführt. Diese, zusammen mit einer anhaltenden Friedensperiode während dieser Zeit, führten zu einem massiven Bevölkerungswachstum von ca. 180 auf 400 Millionen Menschen. Obwohl während des 18. Jahrhunderts Reformen im Wirtschaftssystem durchgeführt wurden, es durch den Export von Tee, Seide und handwerklichen Erzeugnissen eine ausgewogene Handelsbilanz mit dem Westen gab, und sich die Märkte signifikant weiterentwickelten, konnte die chinesische Wirtschaft nicht mehr mit den schnell wachsenden Wirtschaften der Europäischen Länder während der Industriellen Revolution mithalten. Durch Regierungseingriffe, etwa einem Staatsmonopol auf Salz und der limitierten Vergabe von Lizenzen an Händler, wurde der freie Markt eingeschränkt.

Karte mit den nach dem Vertrag von Nanking bestimmten Vertragshäfen und Hongkong

Opiumimporte nach China von 1650 bis 1880

Obwohl der Qing-Staat isolationistische Maßnahmen traf, wuchs der Außenhandel mit Europa zwischen 1719 und 1806 um 4 % pro Jahr. Der chinesische Staat legte fest, dass als Tauschmittel für chinesische Waren vom Ausland hauptsächlich Silber verwendet werden durfte. Das Vereinigte Königreich kam durch diese Maßnahme in ein Silberdefizit, da es im 18. Jahrhundert enorme Mengen an Tee aus China importierte, was zu einer unausgeglichenen Handelsbilanz für Großbritannien führte. Schließlich wurde als illegales Tauschmittel von der Britischen Ostindien-Kompanie (in China als verboten eingestuftes) Opium nach China geschmuggelt. China versuchte, diese Entwicklung durch Appelle und schließlich Verbote zu verhindern. Die britische Regierung sah die strikte Durchsetzung dieser Verbote als inakzeptabel an. Dieser Konflikt zwischen den beiden Nationen führte zum Ersten Opiumkrieg 1839. Der Krieg endete mit der Unterzeichnung des Vertrages von Nanking, einem ungleichen Vertrag, welcher unter anderem Zollprivilegien für Großbritannien und die Abtretung der Insel Hongkong beinhaltete. 1856 bis 1860 folgte der Zweite Opiumkrieg, in dem die britische Regierung weitere Handelsvorteile und einen freieren Import britischer Waren sowie eine Legalisierung des Opiumhandels durchsetzte. Es folgte eine Zeit der Rebellionen in China. Der Boxeraufstand im Jahr 1900 war ein fremdenfeindlicher Aufstand, welcher von einem Expeditionstrupp westlicher Mächte niedergeschlagen wurde. Diese Unruhen fanden mit dem sogenannten „Boxerprotokoll“ ein Ende. Die chinesische Wirtschaft wurde während dieser Zeit durch einen massiven Abfluss von Silber geschwächt, was zu steigenden Silberpreisen im Inland führte. So betrug der Wechselkurs zu einem Zeitpunkt für eine Unze Silber 1000 Münzen aus Kupfer. Da der Großteil der Bevölkerung mit Kupfermünzen entlohnt wurde, konnten viele ihre in Silber zu entrichtenden Steuern nicht zahlen, was zu reduzierten Staatseinnahmen führte. 1911 wurde der letzte Qing-Kaiser Pu Yi von Rebellen gestürzt.

## Handel
Die unter der Ming-Dynastie im 14. Jahrhundert eingeführten isolationistischen Handelshemmnisse und fremdenfeindlichen Beschränkungen der Verkehrswege wurden weitestgehend aufgehoben. Diese Entwicklung ähnelte der späten Ming-Expansion, jedoch war der Qing-Handel vom Binnenhandel und von Handelsbeziehungen nach Übersee geprägt.

### Kreislaufwirtschaft und Märkte

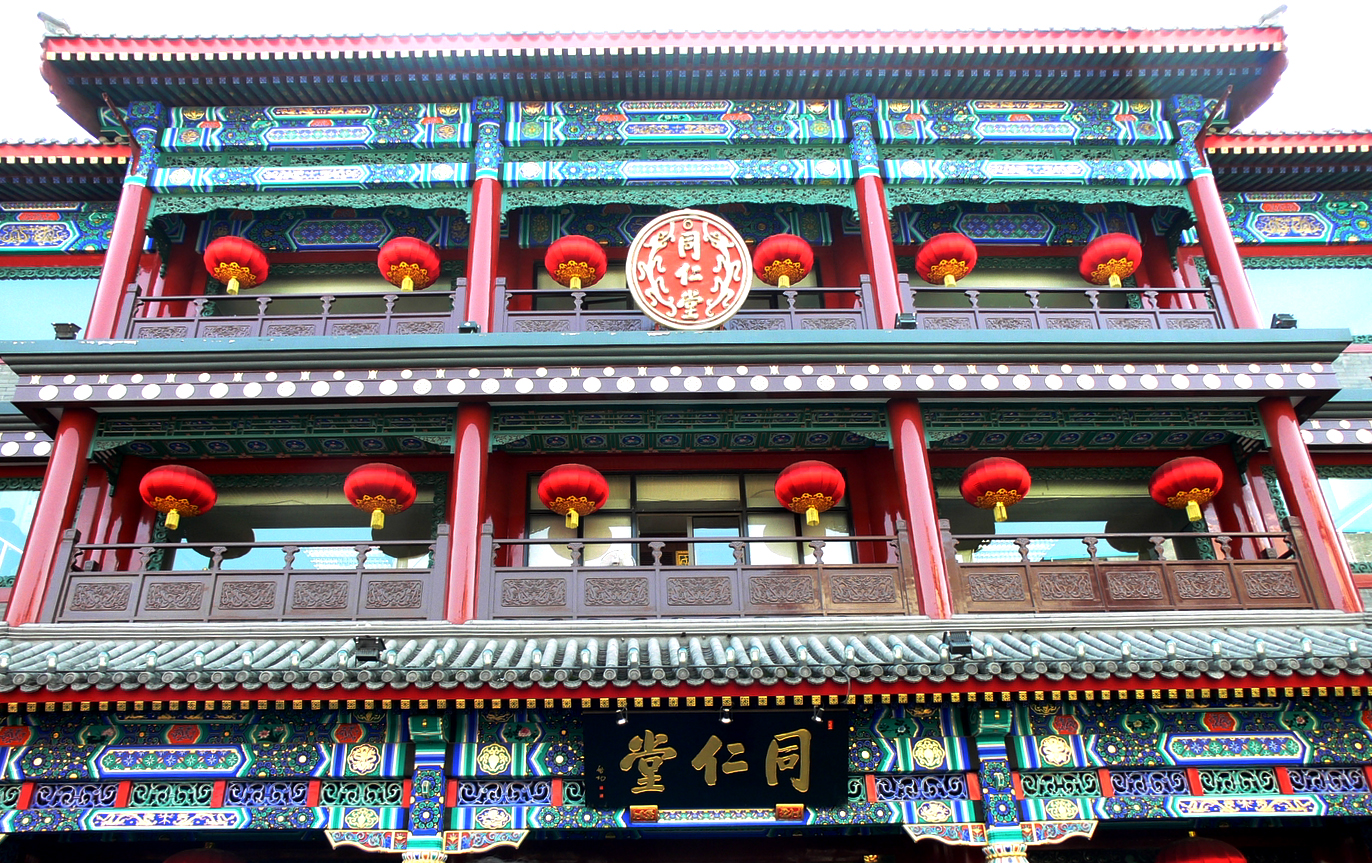
1669 wurde die Großapotheke Tóngréntáng (同仁堂) in Peking eröffnet. Sie ist heute noch führend in traditioneller chinesischer Medizin.

Mitte des 16. bis ins 18. Jahrhundert hinein wandelte sich die Wirtschaft der Qing-Dynastie zu einer Art Kreislaufwirtschaft: Bauern, die zuvor nur für ihren privaten Eigenbedarf anbauten, begannen einen Teil ihrer Erzeugnisse zum Verkauf anzubieten und gegen weitere Konsumgüter zu tauschen. Diese für China neuartige Vernetzung hatte zur Folge, dass gegen Ende des 18. Jahrhunderts mehr als ein Zehntel des angebauten Getreides und die Hälfte der Baumwolle auf Märkten zum Verkauf standen. Die Markttage waren so gestaffelt, dass sie sich nicht mit denen angrenzender Dörfer überschnitten. Größere Städte hatten die ganze Woche über Märkte. Diese meist zentral gelegenen Städte waren Knotenpunkte für den Handel. Medizinische Güter oder Werkzeuge gelangten von den täglichen Märkten in den Großstädten zu den kleineren Städten und Dörfern. Um ein stabiles Wachstum der Märkte zu gewährleisten, wurden Märkte aktiv gefördert, indem Händler nicht in ihrer Mobilität eingeschränkt wurden, Handelsverträge entstanden und Kartelle unterbunden wurden. Händler setzen mehrere Güter um, sodass eine Vielfalt der Güter gewährleistet war. Einerseits gab es dadurch einen stärkeren Wettbewerb und Konkurrenzkampf der Händler, die ihre Güter zu einem möglichst guten Preis oder Tausch absetzen wollten. Andererseits gab es keine Qualitätskontrollen, sodass keine Gewährleistungsgarantie für die Güter bestand, die bereits an den 10. oder 20. Händler weitergegeben wurden. Darunter fielen Tee (Hunan und Fujian), Salz (Anhui) und Medizin (Sichuan), aber auch Woll- und Seidenkleidung. Städte, die ein bestimmtes Handwerk beherrschten, erlebten einen Aufschwung. Einige expandierten so stark, dass sie Knoten- und Angelpunkt für den Handel wurden. Eine von diesen war die Stadt Yangzhou, die zwischen dem Jangtsekiang und dem Huai-Fluss liegt. Suzhou wurde das Verwaltungszentrum für das südliche Jiangsu, einer Nachbarprovinz Shanghais. Die Region erlebte durch ihren Seidenhandel einen Aufschwung zur kulturellen, industriellen und kommerziellen Hauptstadt Südostchinas. In dieser Zeit kamen viele Kleinhändler zu Reichtum, wodurch sich eine wohlhabende Mittelschicht bildete. Zusätzlich zu ihrer neu gewonnenen Macht nutzen sie ihr Vermögen, um innerhalb der Qing-Hierarchie einen höheren sozialen Status zu erlangen, zum Beispiel durch Kauf von Gelehrtenlizenzen.

### Handelsgüter

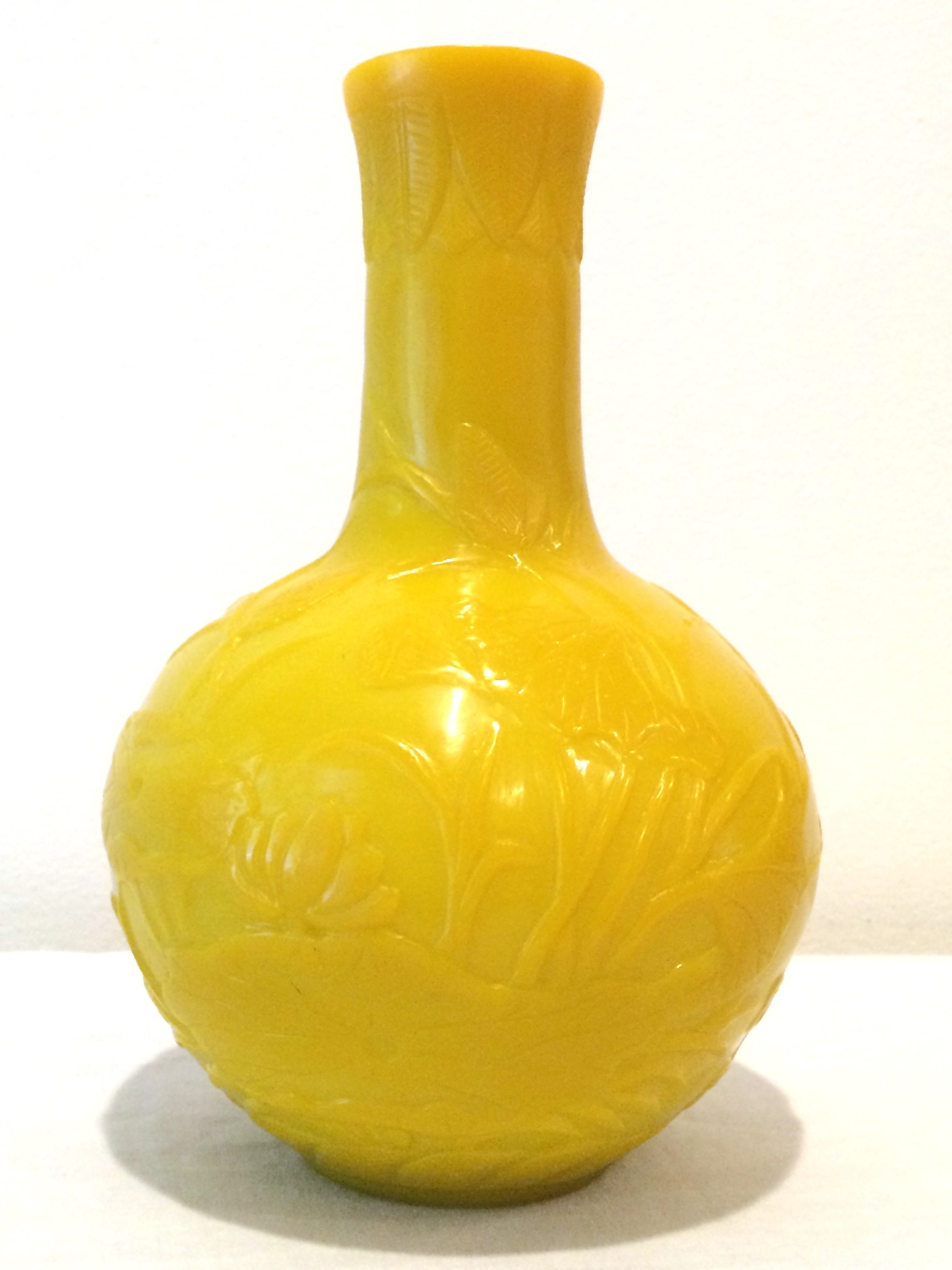
Gelbe Glasvase aus der Qing-Zeit (die Farbe Gelb war dem Kaiserhaus vorbehalten, weil die Wörter „gelb“ (黄) und „Kaiser“ bzw. „kaiserlich“ (皇) im Chinesischen Homonyme sind, in Pinyin-Umschrift „huáng“)

Der inländische Handel erstreckte sich von kostengünstigeren Waren (Baumwolle, Mais, Bohnen), über Gemüse, Dünger, Holz sowie tierische Produkte und Öle. Dabei war der Preis stark von der Ernte und der Jahreszeit abhängig. Weitere Absatzgebiete umfassten vor allem: Nahrungsmittelproduktion, Textilindustrie, Teeernte, Porzellanherstellung, Papier- und Zuckerproduktion. Baumwolle wurde in der späten Qing-Zeit zum meist verwendeten Textilstoff. Der Anbau der Pflanzen verbreitete sich bis in das östliche Shandong, das nördliche Hebei und das zentralchinesische Hubei. Ihre Nachfrage wuchs so drastisch an, dass in der Jiangnan-Region aus Fujian, Guangdong, Shandong und Henan importiert werden musste. Im 19. Jahrhundert wurde so viel Baumwolle gehandelt, dass der Import viermal höher war als der Export. Die große Nachfrage nach Getreide wie Reis vor allem im Jangtse-Delta, förderte den Reisanbau in anderen Provinzen. Die Nachfrage nach frischem Reis und anderen Getreidesorten konnte nicht das ganze Jahr über befriedigt werden, weshalb Getreidespeicher nötig waren. Der Preis orientierte sich hier nach der Erntezeit.

### Öffentliche Getreidespeicher
Unter dem Quianlong-Kaiser erreichte das chinesische System der öffentlichen Getreidespeicher seinen Höhepunkt.  Aus den dezentral angelegten Vorratslagern wurden in Notzeiten Nahrungshilfen in großem Umfang gewährt. Dies trug zum inneren Frieden und der öffentlichen Wohlfahrt bei, die Dynastie zog einen Teil ihrer Legitimität aus diesen Maßnahmen. Sie waren so erfolgreich, dass trotz zahlreicher Dürre- und Flutkatastrophen keine einzige Hungersnot in dieser Zeit bekannt ist. Die Getreidespeicher wurden auch zur Preisstabilität genutzt (s. u.).

## Fiskalpolitik
Die Staatskasse wurde regelmäßig gefüllt, sodass man mit niedrigen Steuern die Bauern entlasten und Gehälter der Beamten erhöhen konnte. Die Mandschuren gingen hart gegen die Steuerhinterziehung vor. Durch Ressourcenknappheit und Kriege stiegen die Steuern. Korruption und Betrug wurden alltäglich. Während der Taiping-Rebellion von 1851–1864 hatte die Regierung hohe Ausgaben, die zur Unterdrückung der Aufstände verwendet wurden. Der Staat war nicht in der Lage, die Verwaltungs- und Finanzprobleme zu lösen und erhöhte die Steuern, welche die Bevölkerung zusätzlich belasteten.

### Preisstabilität
Die Regierung der Qing-Dynastie versuchte, einer Hungersnot durch eine gewisse Preisstabilität entgegenzuwirken. Neben der Orientierung an dem lokal bevorzugten Getreide, nutzte die Regierung verschiedene Werkzeuge zur Preisstabilität. Die örtlichen Verkäufe aus Getreidespeicher wurden preislich unter dem Marktpreis angesetzt: 5 % unter dem Marktpreis bei guter Ernte, 10 % bei schlechter Ernte. Darüber hinaus wurde innerhalb der Provinz Getreide verteilt, um einen Preisanstieg zu verhindern und die Nachfrage zu befriedigen. Das bereits in früheren Dynastien angewandte System des Tribut-Reises (chinesisch 漕糧, Pinyin cáoliáng) wurde in der Qing-Dynastie erneut eingeführt. Von der Regierung getätigte Käufe auf dem Markt dienten der Preisstabilität.